# Таню Митев
Таню Колев Митев е български художник.

## Биография
Роден е на 27 февруари 1944 година в село Гранит, Старозагорско (според някои източници в Пловдив). През 1976 година става член на Дружеството на пловдивските художници, а през 1985 година – на Съюза на българските художници. Член е и на Международната организация на пластичните изкуства при ЮНЕСКО (от 1977).
Митев участва в национални изложби в София, Карлово, Смолян, Добрич и други градове в България.
Самостоятелни изложби (частично)
- 1978 г. – Пловдив, Изложбена зала на Съюза на художниците;
- 1981 г. – Пловдив, Галерия „Старинен Пловдив“;
- 1983 г. – София, Изложбена зала „Руски“ № 6;
- 1985, 1990 и 1991 г. – Пловдив, Художествена галерия;
- 1996 г. – Тонон, Франция, Галерия „Патрис Алексис“;
- 1997 г. – Женева, Галерия „Артмейриноа“;
- 1998 г. – Женева, Галерия на DOW Europe S.A. Association;
- 1999 г. – Пловдив, Галерия „Бараците“;
- 2003 г. – Брюксел, Европейска комисия;
- 2008 г. – София, Галерия „Минерва“ Гранд Хотел София;
- 2009 г. – София, Галерия „Минерва“ Гранд Хотел София (22 април – 21 май);
- 2019 г. – „Мистични хоризонти“ – ретроспективна изложба. Пловдив, Gallery Aeterna (12 февруари – 10 март)[3]
- 2024 г. – „По пътя на искреността“ – ретроспективна изложба. Пловдив, Градска художествена галерия (7 ноември – )[4]

Таню Митев умира на 17 юни 2020 година.